# کینکس
د کینکس (به انگلیسی: The Kinks) یک گروه راک انگلیسی بود که در سال ۱۹۶۳ توسط رِی و دیو دیویس پایه‌گذاری شد. د کینکس که در ایالات متحده جزو گروه‌های جریان استیلای بریتانیایی به‌شمار می‌آیند، به‌عنوان یکی از مهم‌ترین و تأثیرگذارترین گروه‌های راک تاریخ شناخته می‌شوند. موسیقی آن‌ها تأثیرگرفته از سبک‌های مختلفی مانند ریتم اند بلوز، موسیقی تالاری بریتانیا، فولک و کانتری بود.
برادران دیویس تنها اعضای گروه بودند که در تمام مدت عمر ۳۲ سالهٔ د کینکس بدون وقفه در آن باقی‌ماندند. اعضای اولیهٔ گروه ری دیویس (آواز اصلی و ریتم گیتار)، دیو دیویس (آواز و لیدگیتار)، پت کوایف (آواز و گیتارباس)، میک آوری (درامز و پرکاشن) بودند. حضور آوری در گروه با وقفه‌هایی همراه بود، در سال ۱۹۶۹ جان دالتون و در ۱۹۸۴ باب هنریت مدتی به‌جای او در د کینکس حضور داشتند.
اولین اثر د کینکس که باعث برجستگی نام‌شان شد، سومین تک‌آهنگ آن‌ها به‌نام «تو واقعا مرا گرفتی» بود که توسط ری دیویس نوشته شده بود و در سال ۱۹۶۴ منتشر شد. این ترانه برای آن‌ها به یک موفقیت بین‌المللی تبدیل شد، در بریتانیا شماره ۱ جدول پرفروش‌ترین‌ها شد و در آمریکا به جدول ۱۰ آهنگ پرفروش روز راه یافت. د کینکس مابین سال‌های میانی دههٔ ۱۹۶۰ تا سال‌های آغازین دههٔ ۱۹۷۰ چندین آلبوم و تک‌آهنگ عرضه کردند که هم از نگاه منتقدان و هم از لحاظ تجاری بسیار موفقیت‌آمیز بودند. طی این سال‌ها نام د کینکس به‌خاطر ترانه‌ها و آلبوم‌های مفهومی که انعکاس دهندهٔ فرهنگ و سبک زندگی انگلیسی بود بسیار پُرآوازه شد. پس از این دوره و با تغییراتی که در سبک موسیقی د کینکس ایجاد شد فروش آثار آن‌ها کم‌تر از قبل بود، اما بازخوانی آثار قدیمی‌شان توسط گروه‌های موج نوی جدید همچون جَم، د نَک و د پریتندرز باعث می‌شد فروش آثار د کینکس هم تقویت شود.
در دههٔ ۱۹۹۰ گروه‌های موفق بریت‌پاپ مانند اوئیسیز و بلِر از د کینکس به‌عنوان گروهی که بیشترین تأثیر را روی موسیقی آن‌ها داشته‌است، یاد می‌کردند. د کینکس بالاخره در سال ۱۹۹۶ و در پی شکست تجاری چند آلبوم آخرشان و اختلاف سلیقه‌های برادران دیویس از هم فروپاشید.
دکینکس در دوران فعالیت‌شان ۵ ترانه در لیست ۱۰ ترانهٔ پرفروش مجلهٔ بیلبورد ثبت کردند و ۹ آلبوم آن‌ها جزو «۴۰ آلبوم پرفروش روز» شدند. در بریتانیا آن‌ها ۷۰ ترانه در جمع «۲۰ تای برتر روز» و ۵ آلبوم در جدول «۱۰ آلبوم پرفروش روز» داشتند. دریافت ۴ گواهینامهٔ طلا از انجمن صنعت ضبط موسیقی آمریکا و جایزهٔ آیور نوولو تحت عنوان «خدمات برجسته به موسیقی بریتانیا»از دیگر افتخارات آن‌هاست. اعضای گروه در سال ۱۹۹۰ به تالار مشاهیر راک اند رول و در نوامبر ۲۰۰۵ به تالار مشاهیر موسیقی پادشاهی متحد راه یافتند.